# Renata Kałuża
Renata Kałuża (ur. 28 kwietnia 1981) – polska taterniczka i parakolarka. Pochodzi z Czarnego Dunajca. W latach 2008–2013 pracowała w Urzędzie Gminy Czarny Dunajec.
13 marca 2007 uległa wypadkowi w trakcie wspinaczki górskiej w Przełomie Białki pod Krempachami, wskutek czego została trwale sparaliżowana od klatki piersiowej w dół. Od tego czasu porusza się na wózku inwalidzkim. Trenuje kolarstwo ręczne na rowerze typu handbike (klasa sportowa: WH3). Od 2010 r. jest zawodniczką Kadry Narodowej.
Zdobyła m.in. złoty i srebrny medal Pucharu Świata oraz dwa srebrne medale Mistrzostw Świata w Kanadzie w 2013. W 2014 została mistrzynią świata w parakolarstwie (Greenville) oraz najlepszym polskim sportowcem niepełnosprawnym w plebiscycie Przeglądu Sportowego. W 2015 zwyciężyła w Pucharze Europy w kolarstwie ręcznym (Rzeszów). W 2016 brała udział w Igrzyskach Paraolimpijskich w Rio de Janeiro, na których zajęła 4 i 5. miejsce. W 2017 r. zdobyła srebro i brąz na Mistrzostwach Świata w Pietermaritzburgu w RPA zaś w 2019 – srebro i brąz na Mistrzostwach Świata w Emmen, w Holandii. 31 sierpnia 2021 reprezentując Polskę na Paraolimpiadzie w Tokio zdobyła brązowy medal w rywalizacji na handbike’u w jeździe indywidualnej na czas.
W 2021 odznaczona Krzyżem Kawalerskim Orderu Odrodzenia Polski.